# چشر شرقی
چشر شرقی (به انگلیسی: Cheshire East) یک منطقهٔ مسکونی در بریتانیا است که در چشر واقع شده‌است.